# Derek Conway
Derek Leslie Conway (né le 15 février 1953) est un homme politique et présentateur de télévision britannique. Membre du Parti conservateur, Conway est député de la circonscription de Shrewsbury et Atcham de 1983 à 1997, et Old Bexley et Sidcup de 2001 à 2010. Il est actuellement présentateur d'Epilogue, un programme de critique de livres sur Press TV, une chaîne d'information télévisée internationale de langue anglaise financée par le gouvernement iranien .
En janvier 2008, Conway annonce son retrait aux prochaines élections générales après que le comité des normes de la Chambre des communes ait découvert qu'il a employé son fils Freddie, étudiant à plein temps à l'Université de Newcastle, en tant qu'assistant payé sur fonds publics, sans aucune trace de travail de son fils à Westminster. Il est alors exclu du groupe conservateur.

## Jeunesse
Conway est né à Gateshead et fait ses études à la Beacon Hill Comprehensive School de la ville, au Gateshead Technical College et à Newcastle upon Tyne Polytechnic.
Conway a fait son service dans le 6e bataillon du Royal Regiment of Fusiliers (armée territoriale) en 1977. Il est promu lieutenant en 1979 et capitaine en 1981. En 1982, il est transféré au 5e bataillon, Light Infantry. Il est promu major en 1987, reçoit la décoration territoriale en 1990 et est transféré à la réserve en 1994. Il est également cadre pour Granada Television, enseignant à l'école du dimanche et organisateur caritatif du Fonds national de recherche sur les maladies paralysantes (1974–1983).
En 1974, à l'âge de 21 ans, Conway est élu conseiller du conseil de l'arrondissement métropolitain de Gateshead. En 1977, il est également élu au Tyne and Wear County Council et est le chef du groupe conservateur de 1979 à 1982. Il démissionne du conseil de comté en 1983, lorsqu'il est élu à Westminster. À Gateshead, il est le chef adjoint du groupe conservateur pendant quelques années et reste conseiller à Gateshead jusqu'en 1987, tout en étant simultanément député.
Aux élections générales d'octobre 1974, il se présente sans succès dans la circonscription parlementaire travailliste de Durham, battu par le député en exercice, Mark Hughes, par 18 116 voix. Aux élections générales de 1979, Conway se présente au siège de Newcastle upon Tyne East et est de nouveau battu, cette fois par Mike Thomas du Labour par 6 176 voix.

## Député de Shrewsbury et Atcham
Conway est élu pour la première fois au parlement pour Shrewsbury et Atcham aux élections générales de 1983, après le départ à la retraite du député sortant, John Langford-Holt, obtenant une majorité de 8 624 voix.
En 1985, Conway devient membre du comité de l'agriculture et, après l'élection générale de 1987, il rejoint le comité des transports. En 1988, il est nommé secrétaire parlementaire privé (SPP) du ministre d'État au bureau du Pays de Galles, Wyn Roberts, jusqu'en 1991.
À la suite des élections générales de 1992, Conway devient le PPS de Michael Forsyth, ministre d'État au ministère de l'Emploi. En 1993, Conway est promu par John Major au poste de whip adjoint du gouvernement, l'année suivante devenant lord commissaire au Trésor, ou «whip à part entière». Il est de nouveau promu au bureau des whips comme vice-chambellan de la Maison en 1996.
Conway occupe le siège de Shrewsbury et d'Atcham jusqu'à sa défaite aux élections générales de 1997, lorsque le Parti conservateur perd à l'échelle nationale plus de la moitié des sièges qu'il détenait avant les élections. Il est battu par Paul Marsden du Labour, dont la majorité est de 1 670 voix.
Après sa défaite, Conway devient le directeur général de l'association caritative Cats Protection.

## Old Bexley et Sidcup
Conway est hors de la Chambre des communes jusqu'aux élections générales de 2001, lorsqu'il est élu député pour le siège du sud de Londres d'Old Bexley et de Sidcup, auparavant détenu par l'ancien premier ministre et père de la Chambre des communes, Edward Heath. Conway défend Heath contre les accusations de comportement homosexuel .
Il conserve le siège avec une majorité de 3 345 voix en 2005. Dès sa réélection, il est membre du comité spécial de la défense. Il est eurosceptique (votant même contre l' Acte unique européen qui a le soutien du gouvernement de Margaret Thatcher), et soutient le retour de la peine capitale.

### Enquête et retrait du fouet
Conway emploie son fils Freddie comme assistant à temps partiel, tandis que Freddie suit un cursus à temps plein à l'Université de Newcastle, lui versant l'équivalent à temps partiel d'un salaire de 25 970 £, soit une somme dépassant 40 000 £  sur trois ans, cotisations de retraite comprises.
Conway est signalé au Comité des normes et des privilèges par l'ancien inspecteur de la police métropolitaine Michael Barnbrook, qui s'est opposé à lui aux élections générales de 2005 en tant que candidat de l'UKIP. Après une enquête, en janvier 2008, le Comité constate qu'il n'y a «aucune trace» du travail accompli par Freddie, et déclare que les 1 000 £ et plus par mois qu'il recevait sont trop élevés . Ils recommandent que la Chambre lui ordonne de rembourser une somme de 13 000 £ et qu'il soit suspendu pendant 10 jours de séance. À la lumière des preuves, le chef du parti conservateur David Cameron décide d'exclure Conway du groupe conservateur, et il siège comme député indépendant.
Conway a annoncé le 30 janvier 2008 qu'il ne se représenterait pas aux prochaines élections générales, déclarant: "J'ai conclu qu'il était maintenant temps de démissionner." Il déclare qu'il ne souhaite pas que «sa situation personnelle soit une distraction» pour David Cameron.
Le fils aîné, Henry Conway, alors qu'il était également étudiant faisait le «travail» que Freddie a repris. Le 29 janvier 2009, près d'un an après le rapport précédent, un autre rapport est publié par le Comité des normes et des privilèges de la Chambre des communes sur l'emploi du fils aîné de Conway, Henry . Il y avait des preuves que Henry travaillait pour son salaire, mais son père a été condamné à rembourser 3 758 £ qui avaient été trop payés et à écrire une lettre d'excuses au président du comité.
Le 2 février 2009, Conway présente ses excuses à la Chambre des communes et déclare qu'il a accepté «sans aucune réserve» qu'il a enfreint les règles de la Chambre. Il retire les commentaires faits précédemment dans lesquels il accusait le parti travailliste d'utiliser son histoire pour détourner l'attention de la polémique sur l'argent versé à des pairs .
En mai 2009, dans le cadre de la divulgation des dépenses des députés britanniques, le Sunday Telegraph révèle que Conway a réclamé la deuxième allocation de logement pour une maison du Northumberland à 330 miles de sa circonscription .

## Après le parlement
Conway est actuellement présentateur d'Epilogue, un programme de critique de livres sur Press TV, une chaîne d'information télévisée internationale de langue anglaise financée par le gouvernement iranien . Dans le livre de Jeremy Paxman , The Political Animal (2002), Conway est cité comme disant: «Les pressions me manquent. J'adore vivre à la limite » .

## Vie privée
Conway est marié à Colette Elizabeth Mary Lamb depuis 1980 et ils ont deux fils et une fille. Il est Freeman de la City de Londres.